# Thalassoma trilobatum
Thalassoma trilobatum là một loài cá biển thuộc chi Thalassoma trong họ Cá bàng chài. Loài này được mô tả lần đầu tiên vào năm 1801.

## Từ nguyên
Từ định danh của loài cá này, trilobatum, trong tiếng Latinh có nghĩa là "có ba thùy" (tri: "số ba" + lobatus: "có dạng thùy"), có lẽ hàm ý đề cập đến vây đuôi có 3 thùy ở cá đực.

## Phạm vi phân bố và môi trường sống
T. trilobatum có phạm vi phân bố rộng rãi trên khắp Ấn Độ Dương - Thái Bình Dương. T. trilobatum được ghi nhận dọc theo vùng bờ biển Đông Phi trải dài đến Nam Phi, bao gồm các đảo quốc bao quanh Madagascar (nhưng không được phát hiện tại Madagascar); từ bờ biển Nam Ấn Độ và Sri Lanka, trải dài về phía nam đến Chagos, đảo Giáng Sinh và quần đảo Cocos (Keeling), xa hơn nữa là đến bờ biển bang Tây Úc (bao gồm các rạn san hô vòng và bãi cạn ngoài khơi); từ quần đảo Mergui, T. trilobatum xuất hiện chủ yếu ở vùng biển các nước thuộc Đông Nam Á hải đảo; ngược lên phía bắc đến đảo Đài Loan và quần đảo Ryukyu (Nhật Bản); phía nam trải dài dọc theo bờ biển Đông Úc; mở rộng phạm vi về phía đông đến các đảo quốc và quần đảo thuộc châu Đại Dương (bao gồm cả quần đảo Hawaii).
T. trilobatum sống gần các rạn san hô viền bờ, thường trên nền đáy đá xen lẫn san hô và tảo biển, nhưng cũng có thể sống trong các thảm cỏ biển ở độ sâu đến 10 m trở lại.

## Mô tả
T. trilobatum có chiều dài cơ thể tối đa được ghi nhận là 30 cm. Cá cái (giai đoạn trung gian) của T. trilobatum khá tương đồng về mặt hình thái so với cá cái của Thalassoma purpureum: cơ thể màu xanh lục với các dải sọc đỏ dọc theo chiều dài của thân, đầu cũng có những vệt đốm cùng màu; tuy nhiên, T. trilobatum cái lại không có vệt chữ V trên mõm như T. purpureum cái, thay vào đó là vệt cong hình chữ C.
T. trilobatum đực có tông màu hồng da cam, mỗi bên thân có hai hàng đốm hình chữ nhật đứng màu xanh lục lam đến xanh lam. Dọc vùng lưng có 4 đốm màu xanh lục. Đầu có màu nâu cam, không có vệt đốm. Đuôi có màu nâu lục, chuyển thành màu xanh lam sáng ở rìa.
Số gai ở vây lưng: 8; Số tia vây ở vây lưng: 13; Số gai ở vây hậu môn: 3; Số tia vây ở vây hậu môn: 11; Số tia vây ở vây ngực: 15 - 17.

## Sinh thái và hành vi
Thức ăn của T. trilobatum là các loài động vật giáp xác (đặc biệt là cua), nhuyễn thể và sao biển. Như nhiều loài cá bàng chài khác, T. trilobatum là một loài lưỡng tính tiền nữ (protogynous hermaphrodite), nghĩa là tất cả cá con đều phải trải qua giai đoạn trung gian là cá cái trước khi biến đổi hoàn toàn thành cá đực.
Loài này được xem là một loại cá cảnh có giá trị.